# Ledsagare
Ledsagare är benämningen på en anställd person som fullgör en kommuns ledsagarservice enligt 9 § 3 punkten i lagen om stöd och service till vissa funktionshindrade (LSS).
För att komma ifråga för insatsen måste personen tillhöra en av tre personkretsar:
1. utvecklingsstörning, autism eller autismliknande tillstånd,
2. betydande och bestående begåvningsmässigt funktionshinder efter hjärnskada i vuxen ålder föranledd av yttre våld eller kroppslig sjukdom, eller
3. andra varaktiga fysiska eller psykiska funktionshinder som uppenbart inte beror på normalt åldrande, om de är stora och förorsakar betydande svårigheter i den dagliga livsföringen och därmed ett omfattande behov av stöd eller service.[2]

- En person med Alzheimers sjukdom har ansetts tillhöra den personkrets som anges enligt lagen.[3]
- Omkostnader som kan uppstå för ledsagare i samband med fritids- och kulturella aktiviteter ingår inte i insatsen ledsagarservice.[4]
- Ledsagarservice har inte beviljats för en semesterresa till Egypten.[5]
- Ledsagarservice kan inte beviljas en person som redan har beviljats personlig assistans.[6]